# Konrad Kucz
Konrad Grzegorz Kucz (ur. w 1966) – polski artysta grafik oraz instrumentalista i kompozytor specjalizujący się w muzyce elektronicznej.
Kucz jako plastyk specjalizuje się w grafice warsztatowej (akwaforta, akwatinta) oraz komputerowej. Jako kompozytor tworzy muzykę rozrywkową, poważną (inspirowaną między innymi duchowością chrześcijańską) oraz filmową.

## Dyskografia
| Sleepwalk (oraz Gabriela Kulka)                           | - Data: 22 października 2009 - Wydawca: Jazzboy     | 11 |
| PRENTY (oraz Mateusz Kwiatkowski, Robert Rasz)            | - Data: wrzesień 2012 - Wydawca: Requiem Records    | —  |
| The Four Seasons (oraz Kuba Jakowicz)                     | - Data: 10 sierpnia 2013 - Wydawca: Requiem Records | –  |
| Lutoslavia PRENTY (oraz Mateusz Kwiatkowski, Robert Rasz) | - Data: 11 kwietnia 2013 - Wydawca: Requiem Records | —  |
| Sleepy Music (oraz Mateusz Kwiatkowski)                   | - Data: czerwiec 2014 - Wydawca: Requiem Records    | —  |
| Kucz/Klake                                                | - Data: 14 lutego 2015 - Wydawca: Requiem Records   | —  |
| "—" album nie był notowany.                               |                                                     |    |